# Cressanges
Cressanges é uma comuna francesa na região administrativa de Auvérnia-Ródano-Alpes, no departamento Allier. Estende-se por uma área de 42,06 km². Em 2010 a comuna tinha 640 habitantes (densidade: 15,2 hab./km²).